# Реставрация Кенму
Реставрацията Кенму (на японски: 建武の新政) е тригодишен период на императорско управление в историята на Япония, настъпил между периода Камакура и периода Муромачи, от 1333 до 1336 г.
Реставрацията представлява усилията на император Го-Дайго за отхвърляне на управляващия шогунат Камакура и възстановяване на властта на императорския дом в Япония. Това е завръщане към гражданско правителство настъпва след 148 години военно управление от страна на клана Камакура. Го-Дайго се впуска във война през 1331 г. срещу Камакура, но е победен и изпратен в изгнание на островите Оки. Го-Дайго организира второ въстание с помощта на дезертиралия генерал Ашикага Такауджи и успява да победи шогуната Камакура след обсада на град Камакура през 1333 г. Властта на императорския дом е възстановена, но политиките на Го-Дайго не успяват да задоволят самураите и повечето японци. Накрая, управлението му е съборено, когато генерал Такауджи става шогун и основава шогуната Муромачи през 1336 г.
Това е последният път, когато императорът на Япония има някаква власт чак до Реставрацията Мейджи през 1868 г.